# Sumov Atlético Clube
O Sumov Atlético Clube é um clube de futsal brasileiro da cidade de Fortaleza, Ceará. Fundado em 12 de agosto de 1965 por iniciativa de um grupo de funcionários da extinta Superintendência Municipal de Obras e Viação (SUMOV).
Já foi considerado a maior força desse esporte no Brasil. Sua sede localiza-se no Ginásio Aécio de Borba, nome recebido em homenagem ao Aécio de Borba. Sua quadra, cedida pela Prefeitura Municipal em regime de comodato, está localizada no bairro Benfica, próxima à Praça da Gentilândia.

## História
O clube aurinegro era mantido pela Superintendência Municipal de Obras e Viação (SUMOV) da prefeitura de Fortaleza, quando tornou-se o maior vencedor da Taça Brasil de Futsal, sendo campeão 5 vezes em menos de 15 anos.
O Sumov Atlético Clube entrou para as disputas do campeonato estadual promovido pela Federação Cearense de Futebol de Salão (FCFS) em 1968, sendo campeão na categoria aspirante. No terceiro ano de disputa oficial, tornou-se campeão cearense, na categoria adulto.

### Década de 70 e 80
Os anos 70 e 80, foram marcadas por grandes conquistas feitas pelo clube. Na época, contava-se com Leonel Alencar, jogava como ala e conquistou vários títulos de expressão, chegando a defender também a seleção brasileira de futsal em muitas ocasiões. Outro jogador de destaque foi o Geraldo Nogueira Sobrinho, ou simplesmente Gêra, o ex-atleta brilhou com a camisa preta e amarela principalmente nos anos de 1985, 86 e 87. Levantou a quinta Taça Brasil em Curitiba, quando o SUMOV venceu o Perdigão e o Bradesco. Também em 1986, Gêra foi campeão mundial pela seleção brasileira de futsal e eleito o melhor jogador do Brasil pelo COB (Comitê Olímpico Brasileiro). Já em 88, foi eleito melhor do mundo, em escolha do COI (Comitê Olímpico Internacional).

### Século XXI
Atualmente, a equipe vive numa crise financeira que começou desde que o órgão SUMOV foi extinto em 1997 e a Prefeitura Municipal deixou de patrocinar o clube, em 2000. Mesmo assim, o clube conquistou a Taça Brasil mais uma vez em 2001, contando com a ajuda da Universidade de Caxias do Sul.

## Ginásio
O Ginásio Aécio de Borba está localizado na cidade de Fortaleza, Ceará, no bairro Benfica. A quadra é utilizada principalmente para as práticas de futsal. Pertencente à Prefeitura Municipal de Fortaleza, gerenciado através da Secretaria Municipal de Esporte e Lazer – SECEL, o ginásio vem contribuindo para o fortalecimento do futsal cearense, sediando as principais competições estaduais e nacionais.

## Títulos
O Sumov conquistou 22 títulos de campeão cearense na categoria principal, sendo o maior detentor de títulos no Estado do Ceará, a última conquista do campeonato cearense foi no ano 2000.
| CONTINENTAIS | CONTINENTAIS                       | CONTINENTAIS | CONTINENTAIS |
|              | Competição                         | Títulos      | Temporadas |
| ------------ | ---------------------------------- | ------------ | --- |
|              | Campeonato Sul-Americano de Clubes | 2            | 1978 e 1980 |
| NACIONAIS    |                                    |              | |
|              | Competição                         | Títulos      | Temporadas |
|              | Taça Brasil de Futsal              | 6            | 1972, 1978, 1980, 1982, 1986 e 2001                                                                                                 |
| ESTADUAIS    |                                    |              | |
|              | Competição                         | Títulos      | Temporadas |
| Ceará        | Campeonato Cearense de Futsal      | 22           | 1970, 1971, 1972, 1976, 1977, 1978, 1980, 1981, 1982, 1983, 1984, 1985, 1987, 1991, 1992, 1993, 1994, 1995, 1996, 1997, 1998 e 2000 |
| Ceará        | Campeonato Metropolitano           | 5            | 1992, 1996, 1997 , 2003 e 2009 |

### Campeonatos consecutivos
- Oito consecutivos
  - Campeonato Cearense: 1991, 1992, 1993, 1994, 1995, 1996, 1997, 1998
- Seis consecutivos
  - Campeonato Cearense: 1980, 1981, 1982, 1983, 1984, 1985
- Três consecutivos
  - Campeonato Cearense: 1970, 1971, 1972 e 1976, 1977, 1978

### Futsal Feminino
- Estadual feminino (2 vezes):

2001 e 2005.

## Jogadores e Técnicos
- Djacir Franco Cavalcante: Recordista em campeonatos estaduais conquistados pelo clube cearense.
- Luis Carlos Bezerra (Cacá): Participou do título do primeiro campeonato cearense e da primeira conquista da Taça Brasil.
- José Coelho Santana (Beto): Goleiro do futsal brasileiro destacou-se e ganhou fama com a camisa do Sumov.
- Francisco Aires Lima: Foi o técnico do Sumov em sua última conquista do campeonato cearense na categoria principal. Campeão cearense feminino dirigindo o Sumov, em 2001.
- Aécio de Borba
- Sílvio Carlos
- Antônio Quixadá Dias (Totonho)
- Luis Carlos Bezerra (Cacá)
- Carlos Alberto Felippsen (Branquinho)
- Geraldo Nogueira Sobrinho (Gêra)

## Na mídia

### Livros
- Sumov Atlético Clube: Conquistas e Glórias – Clodoaldo Lucas – 2024.